# Qianfang (köpinghuvudort i Kina, Jiangxi Sheng, lat 28,52, long 116,23)
Qianfang är en köpinghuvudort i Kina. Den ligger i provinsen Jiangxi, i den sydöstra delen av landet, omkring 39 kilometer sydost om provinshuvudstaden Nanchang. Antalet invånare är 26 149. Befolkningen består av 12 701 kvinnor och 13 448 män. Barn under 15 år utgör 24,0 %, vuxna 15-64 år 67 %, och äldre över 65 år 8,0 %.
Runt Qianfang är det tätbefolkat, med 369 invånare per kvadratkilometer. Närmaste större samhälle är Jinxianxian, 17,6 km söder om Qianfang. Trakten runt Qianfang består till största delen av jordbruksmark.
Genomsnittlig årsnederbörd är 2 304 millimeter. Den regnigaste månaden är juni, med i genomsnitt 441 mm nederbörd, och den torraste är oktober, med 23 mm nederbörd.